# Remission (Album)
Remission ist das Debütalbum der US-amerikanischen Progressive-Metal-/Sludge-Band Mastodon. Es wurde am 28. Mai 2002 durch Relapse Records veröffentlicht.

## Entstehung
Die meisten Lieder des Albums entstanden lange vor ihrer ersten Veröffentlichung. „Trainwreck“ stammt beispielsweise aus der Zeit, als Eric Saner noch in der Band spielte. „Workhorse“ wurde zum ersten Mal im Juli 2001 in Memphis aufgeführt. „Trampled Under Hoof“, „Trilobite“, „Where Strides the Behemoth“, „Crusher Destroyer“ und „Mother Puncher“ wurden erstmals auf dem Radiosender WMFU am 7. August 2001 gesendet.
Zu Beginn des Liedes „Crusher Destroyer“ hört man das Brüllen eines Tyrannosaurus rex aus dem Spielfilm Jurassic Park sowie Lex, die den Namen ihres Bruders "Timmy!" ruft, während ihr Auto angegriffen wird.

## Hintergrund
Wie bei den drei nachfolgenden Alben Leviathan, Blood Mountain und Crack the Skye stammt das Oberthema von Remission aus der Vier-Elemente-Lehre. Dennoch sagte Troy Sanders einmal, dass das Album nur lose auf dem Thema Feuer basiert und eigentlich kein Konzeptalbum sei. Leviathan beschäftigt sich mit Wasser, Blood Mountain mit Erde und Crack the Skye mit dem Aither, der vom griechischen Philosophen Aristoteles als die Quintessenz der vier Elemente bezeichnet wurde.
Dem Online-Magazin Lollipop erklärte Brann Dailor im Jahr 2004 während eines Interviews, wie Remission ihm half den Tod seiner Schwester zu verarbeiten:

„My sister committed suicide when I was 15 (she was 14)...I was never able to put that stuff anywhere. All that pain I was carrying inside. The pain of losing her had always been there. With Today Is The Day, there was a lot of anger involved. After that, I didn't want to be angry. When I start playing in Mastodon and moved to Atlanta, there was a big personal healing. Mastodon had a lot to do with that. That's one of the main reasons that the album is titled Remission. Remission means forgiveness and healing. Mastodon helped me do that: Forgive a lot of things that happened in my life.“

## Wiederveröffentlichung
Das Album wurde am 21. Oktober 2003 erneut veröffentlicht. Zeitgleich erschien das Musik-Video für „March of the Fire Ants“, welches sehr häufig bei Uranium und Headbangers Ball gespielt wurde und von sehr düsterer Machart ist.
Eine Deluxe Edition des Albums, u. a. mit dem Coversong „Emerald“ von Thin Lizzy, wurde als Digipak zusammen mit einer Bonus-DVD veröffentlicht. Diese enthielt die Aufnahme eines Live sets aus dem Masquerade in Atlanta, Georgia vom 1. Dezember 2002 zusammen mit weiterem bis dahin unveröffentlichtem Material.

## Rezeption
Remission erhielt überwiegend positive Kritiken z. B. von Brian O’Neill von Allmusic, der insbesondere die technische Finesse lobte.
Bryan Haywood von Pitchfork Media lobte die perfekte Produktion des Albums sowie insbesondere das hohe (technische) Talent der Musiker des Quartetts.

„They drop in just enough [mathematics] to keep the arrangements flavorful, but not so much as to overload the vintage guitar riffs with Dream Theater-like complexity. And then they counterbalance it with some nice, old-fashioned, Sabbath-style metal attitude. [...] The complete package sounds timeless, but in that unbelievable way that you've never heard before.“